# Linjär ekvation

Två olika linjer och deras ekvationer.

Linjär ekvation, eller räta linjens ekvation, är en ekvation som beskriver en punktmängd, ofta en linje, i exempelvis ett plan eller ett rum. Ekvationen går att generalisera till en godtycklig dimension genom följande
{\displaystyle a_{1}x_{1}+\cdots +a_{n}x_{n}+b=0}
där man låter {\textstyle n} vara dimensionen, exempelvis är den räta linjen fallet då {\textstyle n=2}.

## Linjära ekvationer i två variabler
En vanlig form att skriva en linjär ekvation på är k-formen: 
{\displaystyle y=kx+m\,}
där k kallas riktningskoefficient och m kallas konstantterm. Sett som en linje i ett koordinatsystem utgör k linjens lutning och {\displaystyle m} hur många enheter som linjen är förskjuten från origo.
Om {\displaystyle k>0} har linjen en positiv lutning medan den har en negativ lutning om {\displaystyle k<0}.
Om {\displaystyle k=0} är funktionen konstant och linjen är parallell med x-axeln.
Två linjer med samma riktningskoefficient är parallella. Två linjer vars riktningskoefficienter multiplicerade med varandra blir -1 är vinkelräta mot varandra.
För att kontrollera om en punkt finns på linjen kan man helt enkelt sätta in punktens koordinater som {\displaystyle x} och {\displaystyle y} i ekvationen och se om vi får likhet.

### Andra former
En linjär ekvation kan även skrivas på så kallad allmän form:
{\displaystyle Ax+By+C=0\,}
eller på standardform:
{\displaystyle Ax+By=C.\,}
Om man känner till riktningskoefficienten och en punkt {\displaystyle (x_{0},y_{0})} på linjen kan man skriva den på enpunktsform:
{\displaystyle y-y_{0}=k(x-x_{0})\,}

## Linjära ekvationer i flera variabler
En linjär ekvation kan innehålla flera fria variabler och den allmänna linjära ekvationen för n variabler ser ut som:
{\displaystyle a_{1}x_{1}+a_{2}x_{2}+...+a_{n}x_{n}=b\,}
och kan även skrivas på vektorform:
{\displaystyle \mathbf {a} ^{T}\mathbf {x} =b.}
En sådan ekvation representerar ett {\displaystyle (n-1)}-dimensionellt hyperplan i ett n-dimensionellt rum.